# Attiswil
Attiswil – gmina (niem. Einwohnergemeinde) w Szwajcarii, w kantonie Berno, w regionie administracyjnym Emmental-Oberaargau, w okręgu Oberaargau.

## Demografia
W Attiswil mieszkają 1 532 osoby. W 2020 roku 9,9% populacji gminy stanowiły osoby urodzone poza Szwajcarią.

## Transport
Przez teren gminy przebiegają drogi główne nr 5, nr 12 i nr 22.